# Filip z konopi (przysłowie)

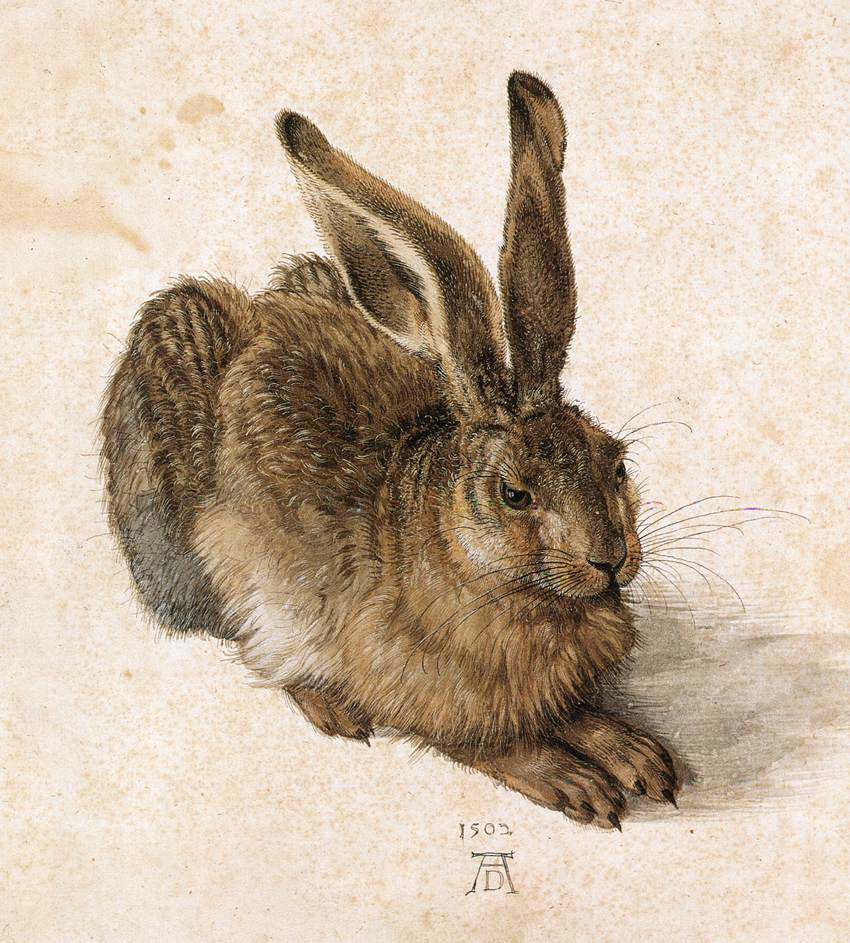
Zając na ilustracji Albrechta Dürera z 1502

Filip z konopi – zwyczajowe polskie powiedzenie oraz przysłowie.

## Znaczenie
Sformułowanie „filip z konopi” przywołuje się obecnie dla określenia osoby, która robi coś nie w porę, przedwcześnie – „wyrwał się jak filip z konopi”. Słownik języka polskiego podaje „odezwać się nie w porę, powiedzieć coś bez zastanowienia, niestosownego, niewłaściwego”.
Pierwotnie jednak powiedzenia tego używano w innym znaczeniu; dla określenia osoby zaskoczonej, zdezorientowanej i uległej. Dawniej filip był gwarowym określeniem zająca, a powiedzenie to wywodzi się najprawdopodobniej z gwary myśliwskiej i tradycyjnych, szlacheckich polowań.

## Historia

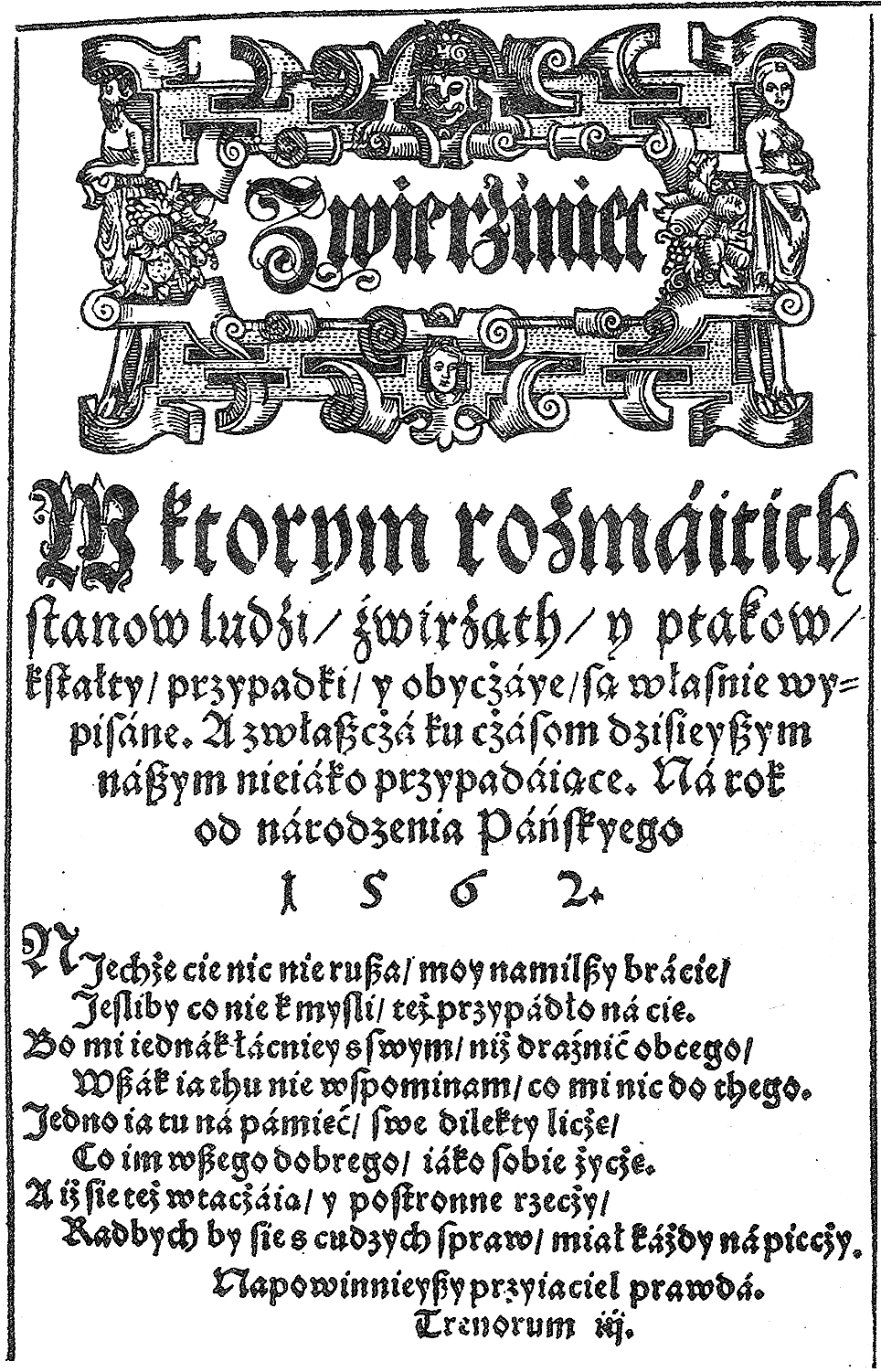
Karta tytułowa pierwodruku Zwierzyńca z 1562

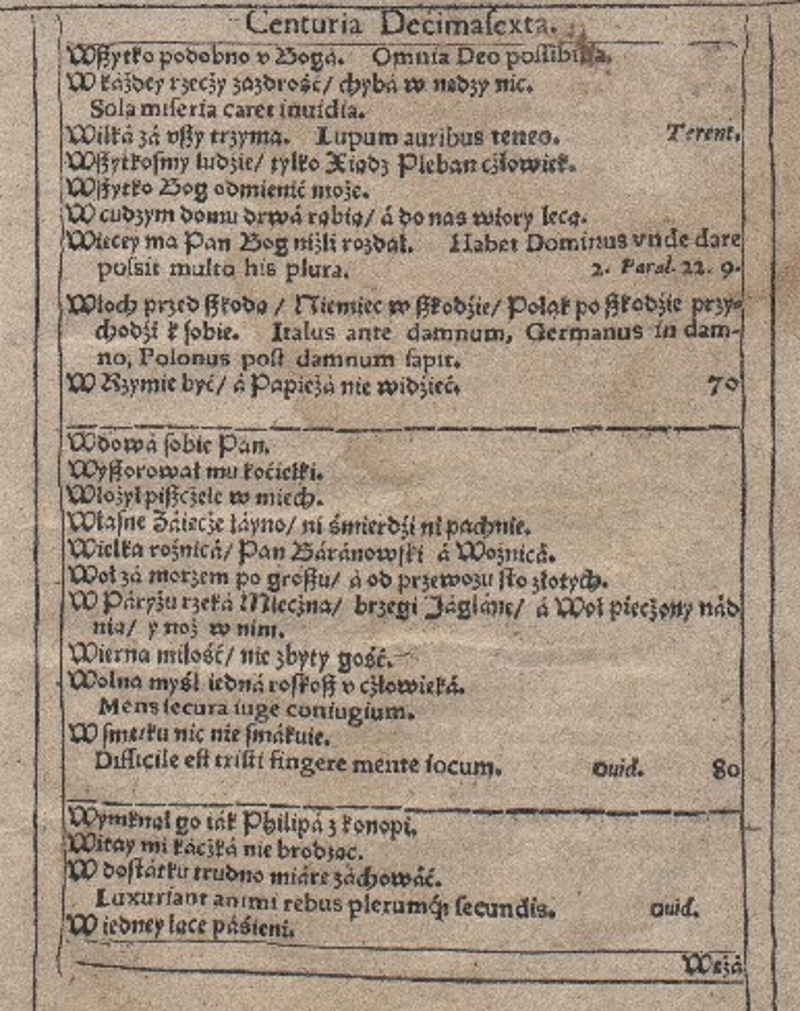
Strona z dzieła z 1618 roku pt. Proverbiorum polonicorum Salomona Rysińskiego z zanotowanym przysłowiem Wymknął go jak Philipa z konopi.

Pierwsza udokumentowana wzmianka o „filipie z konopi” znajduje się w zbiorze epigramów wydanych w Krakowie w roku 1562, znanych jako „Źwierzyniec” polskiego poety Mikołaja Reja. Rej przytacza w nim frazę o filipie dla określenia osoby zaskoczonej, zdezorientowanej i uległej:
„Cóż wżdy się z nami dzieje, iż tak nic nie dbamy,

Jako filip w konopiach prawie ulegamy.” – Mikołaj Rej Źwierzyniec
W kilkadziesiąt lat po Reju polski paremiolog Salomon Rysiński zapisał przysłowie „Wymknął go jak filipa z konopi” w pierwszym zbiorze 1800 polskich przysłów i przypowieści „Proverbiorum polonicorum [...] centuriae decem et octo” wydanych po polsku w roku 1618.
W zupełnie innym znaczeniu niż Rej i Rysiński przysłowie przywołuje ksiądz Benedykt Chmielowski w swojej encyklopedii wydanej w 1745 pt. Nowe Ateny. Filip w jego wersji staje się właścicielem prowincjonalnego majątku Konopie i posłem na sejmik w Piotrkowie za czasów króla Augusta, który – nieobeznany z sejmowymi procedurami – zabiera głos nie na temat, wywołując rozbawienie dyskutantów. Autor w swojej encyklopedii za źródło podał zbiór przysłów Grzegorza Knapskiego pt. „Adagia Polonica, Przysłowia polskie wybrane, zdania moralne i powiedzenia dowcipne, przyzwoite, po łacinie i grecku odtworzone, którym, zwłaszcza ciemniejszym, przydano światła i wyjaśnienia z różnych pisarzy i w ogóle zaprawiono je różnorodnemi wiadomościami naukowemi”, wydanego w Gdańsku w 1621, gdzie „filip z konopi” jest odnotowany, ale bez historii o sejmowej wpadce prowincjonalnego szlachcica podanej w Nowych Atenach przez Chmielowskiego:
„Wyrwał się jak Filip z konopi, to jest, gdy kto co nie a propo mówi: Filip, ze wsi własnej Konopie, będąc za Augusta I Posłem na Sejmie Piotrkowskim, w swoim odezwał się interesie; krzykniono: Panie Filipie, z konopi wyrwałeś się, jako pisze Cnapius in Adagiis.” – Benedykt Chmielowski Nowe Ateny
Definicję przysłowia opartą na wymyśle księdza Chmielowskiego powtarzało później wielu pisarzy i badaczy jak Ambroży Grabowski w „Przypowieściach” i Kazimierz Władysław Wójcicki w „Przysłowiach narodowych” (t. III s. 146) oraz polski poeta Władysław Syrokomla, który nazwał tak swój poemat kończący się morałem:
„Chowaj zimną ostrożność i w czynie i w słowie,

Bo Filipem z Konopi każdy cię nazowie.”
Identyczną genezę powiedzenia przytoczył  Adam Mickiewicz. W objaśnieniach do Pana Tadeusza napisał, że „Raz na sejmie poseł Filip ze wsi dziedzicznej Konopie, zabrawszy głos, tak dalece odstąpił od materii, że wzbudził śmiech powszechny w Izbie. Stąd urosło przysłowie: „wyrwał się jak Filip z Konopi”. Powiedzenie to znalazło się również w jego poemacie pt. Pan Tadeusz.
„Lecz gdy zapał ochłonął, myśląc nad obławą
Postrzegają, że wyszli z niej nie z wielką sławą:

Trzebaż było, ażeby jeden kaptur popi,

Wyrwawszy się Bóg wie skąd, jak Filip z konopi,

Przepisał wszystkich strzelców powiatu? O wstydzie!

Cóż o tym będą gadać w Oszmianie i Lidzie,

Które od wieków walczą z tutejszym powiatem

O pierwszeństwo w strzelectwie; myślili więc nad tem.”

Adam Mickiewicz Pan Tadeusz, Ks. V „Kłótnia”
W XIX wieku przysłowie o filipie z konopi zanalizował Józef Rostafiński, poświęcając dedykowaną mu osobną rozprawę pt. „Legenda o Filipie z Konopi”, wydanej w Krakowie w roku 1884.

## Film
- Tytuł Filip z konopi nosi polska komedia z 1981 roku w reżyserii Józefa Gębskiego.